# أنس صلاح الدين
أنس صلاح الدين (18 يناير 2002) في أمستردام، هولندا، هو لاعب كرة قدم هولندي-مغربي يلعب في مركز ظهير أيسر في نادي تفينتي.

## سيرة شخصية

### المواليد والبدايات
ولد أنس صلاح الدين في 18 يناير 2002 بأمستردام لعائلة مغربية ونشأ بحي أمستردام الغربي، بدأ ممارسة الرياضة في وقت مبكر جدًا في أحد أندية كرة القدم للهواة في مدينته. بفضل لياقته البدنية القوية، برز منذ شبابه وسرعان ما ضمه نادي ألكمار للفريق.
ثم لعب لمدة ثلاث سنوات في مركز تدريب ألكمار، الذي يقع على بعد 40 دقيقة من منزل عائلته.

### أياكس أمستردام
في 7 يونيو 2018، انضم إلى مركز تدريب أياكس أمستردام بتوقيع أول عقد احترافي له. خلال موسم 2018-2019، مع فئة تحت 19 عامًا بالأكاديمية وتحت قيادة جون هيتينغا، شارك في دوري أبطال أوروبا للشباب حيث واجه بنفيكا لشبونة وبايرن ميونيخ وأيك أثيناعندما لعب أساسياً، احتل الفريق المركز الأول في دور المجموعات. وصل إلى دور الـ16، وخرج من البطولة ضد أولمبيك ليون بركلات الترجيح مارس 2019.
في 13 يناير 2020، ظهر لأول مرة على المستوى الاحترافي في دوري الدرجة الثانية الهولندي مع مدربه ميتشل فان دير غاغ في مباراة بين شباب أياكس وشباب آيندهوفن (تعادل 0-0). لعب خلال هذه المباراة 90 دقيقة في مركز الظهير الأيسر .
خلال موسم 2020-2021، لعب مبارياته مع فريق تحت 19 عامًا وشارك في بعض المباريات على مقاعد بدلاء شباب أياكس. وشارك في ثلاث مباريات فقط في دوري الدرجة الثانية الهولندي وأنهى النادي الموسم في المركز 16.
وخلال موسم 2021-2022، أصبح لاعباً أساسياً في الفريق بعد الثقة التي تلقاها مدربه الجديد جون هيتينغا، في 22 نوفمبر 2021، سجل أول هدف له في مرمى نادي الرودا بتسديدة بالقدم اليسرى (الفوز 2-1). وأنهى الفريق الموسم في المركز السابع في ترتيب البطولة.
في يوليو 2021، استدعاه المدرب إريك تين هاغ للتدريب لأول مرة مع الفريق الأول إلى جانب لاعبين مثل دوشان تاديتش، ديفيد نيريس ونصير مزراوي.
في 15 مايو 2022، شارك لأول مرة على المستوى الاحترافي في الدوري الهولندي، وجاء بديلاً في الدقيقة 67 بدلًا من نيكولاس تاغليافيكو ضد فيتيسه آرنهم (التعادل 2-2).
وفي نهاية الموسم، وبعد لعب مباراة واحدة فقط، فاز الفريق بالبطولة بفارق نقطتين عن فينورد روتردام. كما وصل ناديه إلى نهائي كأس هولندا أمام آيندهوفن، ولكنهم خسروا المباراة بنتيجة 2-1.

#### إعارة إلى نادي تفينتي
في 1 أغسطس 2022، مدد عقده مع أياكس أمستردام لموسمين إضافيين (حتى 2025) وأُعير لمدة موسم واحد إلى تفينتي. انضم إلى فريق Tukkers تحت قيادة المدرب رون يانس. ثم غادر منزله في أمستردام، ليعيش بمفرده في أنسخديه.
في 11 أغسطس 2022، لعب أول مباراة له في دوري المؤتمر الأوروبي ضد تشوكاريتشكي. وفي 11 نوفمبر، خاض أول مباراة له في الدوري الهولندي ضد سبارتا روتردام (التعادل 1-1).

#### 2023-2024
في يوليو 2023، عاد إلى أمستردام وشارك في فترة الاستراحة الدولية تحت قيادة المدرب الجديد موريس ستين. خلال هذه الاستراحة الدولية، واجه أياكس كل من دين بوستش، وشاختار دونيتسك، ونادي أندرلخت، ونادي أونترهاخينغ، ونادي آوغسبورغ وبوروسيا دورتموند.
في 12 أغسطس 2023، وبمناسبة اليوم الأول للبطولة، شارك أنس صلاح الدين أساسيًا ضد هيراكليس ألميلو وقدم تمريره حاسمة في الهدف الثالث الذي سجله ستيفن بيرجوين (الفوز 4-1).

### المنتخب الوطني
ولد أنس صلاح الدين في هولندا ولكنه من أصول مغربية، وتابع تدريبه مع المنتخب الهولندي. ويمكنه اللعب في صفوف المنتخب المغربي بفضل جنسيته المزدوجة.

## إحصائيات

### النادي
آخر تحديث 14 أبريل 2024.
| النادي          | الموسم          | الدوري                  | الدوري | الدوري  | الكأس الوطنية | الكأس الوطنية | أوروبا | أوروبا  | أخرى   | أخرى    | المجموع | المجموع |
| النادي          | الموسم          | القسم                   | الظهور | الأهداف | الظهور        | الأهداف       | الظهور | الأهداف | الظهور | الأهداف | الظهور  | الأهداف |
| --------------- | --------------- | ----------------------- | ------ | ------- | ------------- | ------------- | ------ | ------- | ------ | ------- | ------- | ------- |
| شباب أياكس      | 2019–20         | الدرجة الأولى           | 1      | 0       | –             | –             | –      | –       | 0      | 0       | 1       | 0       |
| شباب أياكس      | 2020–21         | الدرجة الأولى           | 3      | 0       | –             | –             | –      | –       | 0      | 0       | 3       | 0       |
| شباب أياكس      | 2021–22         | الدرجة الأولى           | 21     | 1       | 0             | 0             | –      | –       | 0      | 0       | 21      | 1       |
| شباب أياكس      | 2023–24         | الدرجة الأولى           | 9      | 1       | –             | –             | –      | –       | –      | –       | 9       | 1       |
| شباب أياكس      | المجموع         | المجموع                 | 34     | 2       | 0             | 0             | –      | –       | 0      | 0       | 34      | 2       |
| أياكس أمستردام  | 2021–22         | الدوري الهولندي الممتاز | 1      | 0       | 0             | 0             | 0      | 0       | 0      | 0       | 1       | 0       |
| أياكس أمستردام  | 2023–24         | الممتاز                 | 6      | 0       | 0             | 0             | 2      | 0       | 0      | 0       | 8       | 0       |
| أياكس أمستردام  | المجموع         | المجموع                 | 7      | 0       | 0             | 0             | 2      | 0       | 0      | 0       | 9       | 0       |
| تفينتي (إعارة)  | 2022–23 ‏        | الممتاز                 | 14     | 0       | 2             | 0             | 1      | 0       | –      | –       | 17      | 0       |
| تفينتي          | 2023–24         | الممتاز                 | 4      | 0       | 0             | 0             | 0      | 0       | –      | –       | 4       | 0       |
| المجموع الوظيفي | المجموع الوظيفي | المجموع الوظيفي         | 59     | 2       | 2             | 0             | 3      | 0       | 0      | 0       | 68      | 2       |

1. ↑  الظهور في الدوري الأوروبي
2. ↑  الظهور في دوري المؤتمر الأوروبي

### المنتخب الهولندي
يسرد الجدول التالي مباريات منتخب هولندا في فئات الشباب التي لعب فيها أنس صلاح الدين من 25 مارس 2023 إلى 27 مارس 2023.
| فئة           | تاريخ        | مكان  | الخصم   | نتيجة | دقائق    | مسابقة      | الأهداف | تمريرات | قائد المنتخب | النادي |
| ------------- | ------------ | ----- | ------- | ----- | -------- | ----------- | ------- | ------- | ------------ | ------ |
| هولندا تحت 21 | 25 مارس 2023 | مرسية | النرويج | 0 - 3 | 45 دقيقة | مباراة ودية | 0       | 1       | لا           | تفينتي |
| هولندا تحت 21 | 27 مارس 2023 | مرسية | التشيك  | 1 - 1 | 90 دقيقة | مباراة ودية | 0       | 0       | لا           | تفينتي |

## الإنجازات

### النادي
- أياكس أمستردام
  - بطولة هولندا (1)
    - الفائز: 2022

  - كأس هولندا
    - النهائي: 2022

### المنتخب
- الفائز ببطولة أوروبا تحت 17 سنة 2019 مع منتخب هولندا تحت 17 سنة.

## روابط خارجية
- أنس صلاح الدين على موقع الاتحاد الأوربي (الإنجليزية)
- أنس صلاح الدين على موقع قاعدة بيانات كرة القدم.إي يو (الإنجليزية)
- أنس صلاح الدين على موقع Soccerway.com (الإنجليزية)
- أنس صلاح الدين على موقع كووورة